# Jorge Piedra
Jorge David Piedra Ledesma (Loja, 1938 - Cuenca, 2017) fue un radiodifusor y político ecuatoriano, que ocupó la Alcaldía de Cuenca en el período 1988-1992.

## Biografía
Nació en Loja el 21 de octubre de 1938. Realizó sus estudios secundarios en el colegio Benigno Malo, en Cuenca, y superiores en la Universidad de Cuenca.
En 1958 empezó su actividad como locutor en radio Ondas Azuayas, al tiempo que inició estudios de Derecho en la Universidad de Cuenca y se vinculó a movimientos de izquierda. Años después fue presentador de noticias en Telecuenca canal 3.
En 1971 fundó la emisora Radio La Voz del Tomebamba, que la dirigió hasta su muerte. Piedra retomó el nombre de la primera radio de Cuenca, fundada en 1937 y desaparecida en 1967. Fue dirigente de la Unión de Periodistas del Azuay (UPA) y del Colegio de Periodistas del Azuay.
Su participación en política inició con su candidatura a la Alcaldía de Cuenca en las elecciones de 1988 por el partido Izquierda Democrática. En las elecciones de 2004 fue elegido concejal de Cuenca por la Izquierda Democrática para el periodo 2005-2009, pero renunció en 2008 por razones de salud.
Falleció en Cuenca el 9 de julio de 2017.